# Região Geoadministrativa de Monteiro
A Região Geoadministrativa de Monteiro é uma região geoadministrativa brasileira localizada no estado da Paraíba. É formada por 18 municípios.
Seus gerentes regionais são Neudenis Maria A. Carvalho e Valdenicio Herculano da Silva.

## Municípios
- Amparo
- Camalaú
- Caraúbas
- Congo
- Coxixola
- Gurjão
- Monteiro
- Ouro Velho
- Parari
- Prata
- Santo André
- São João do Cariri
- São João do Tigre
- São José dos Cordeiros
- São Sebastião do Umbuzeiro
- Serra Branca
- Sumé
- Zabelê